# 白緣皮杜銀漢魚
白緣皮杜銀漢魚（学名：Bedotia albomarginata）為輻鰭魚綱銀漢魚目皮杜銀漢魚科的其中一種，其种加词“albomarginata”意为“白色边缘的”。分布於非洲馬達加斯加南部Mananara及Rienana河流域，為熱帶魚類，體長可達8.8公分，棲息在內陸、森林覆蓋的溪流上游及沼澤表層水域，生活習性不明。